# 10 to 4 at The 5 Spot
10 to 4 at The 5 Spot è un album a nome della Pepper Adams Quintet, pubblicato dalla Riverside Records nel 1958. 

## Tracce
Lato A
1. 'Tis (Theme) – 6:02 (Thad Jones)
2. You're My Thrill – 5:07 (Jay Gorney, Sidney Clare)
3. The Long Two/Four – 10:41 (Donald Byrd)

Durata totale: 21:50
Lato B
1. Hastings Street Bounce – 11:22 (Tradizionale, arrangiamento di Pepper Adams)
2. Yourna – 7:01 (Donald Byrd)

Durata totale: 18:23

## Musicisti
- Pepper Adams - sassofono baritono
- Donald Byrd - tromba (eccetto nel brano: You're My Thrill)
- Bobby Timmons - pianoforte
- Doug Watkins - contrabbasso
- Elvin Jones - batteria

Note aggiuntive
- Orrin Keepnews - produttore
- Ray Fowler - ingegnere del suono